# Peire de Rius
Peire de Rius (fl. 1344-1386) è stato un trovatore occitano originario di Foix.
Scrisse sotto il mecenatismo di Gastone Febo, conte di Foix e Pietro il Cerimonioso, re d'Aragona. È uno dei pochi trovatori conosciuti per nome che vissero per un certo tempo alla corte di Pietro a Barcellona. Il suo nome in occitano standardizzato è Peire o Pèire, in catalano è Pere e nel francese moderno Pierre. 
Un oscuro riferimento a un certo Pere Riu tra alcuni joglars di Puigcerdà nei pressi di Foix nell'ottobre del 1344 potrebbe essere correlato a Peyre, ma è impossibile da stabilire. Il joglar Pedro alla corte di Foix, menzionato in un registro aragonese del giugno del 1357, potrebbe essere Peyre de Rius. Così potrebbe essere Pere Ruiç (forse un errore per Riuç), menestrello del conte di Foix, nel luglio del 1368. Peyre appare di frequente nei registri della corte di Aragona nel lasso di tempo compreso tra il 1361 e il 1381, spesso mutando la sua occupazione specifica e il suo mecenate. La sua prima apparizione registrata alla corte aragonese è del 16 settembre del 1361, allorché viene pagato come menestrello al servizio di Gastone Febo. Il primo riferimento a lui come trovatore è in un documento del 19 gennaio del 1372, quando la corte si trovava a Alcañiz; è ancora al servizio del conte di Foix. Nel febbraio del 1373 lui e Jacme Fluvia, entrambi trobador de danses (o dançes, "compositori di dansas"), ricevono doni dalla regina, Eleonora di Sicilia. Entro l'11 maggio del 1373 si trova di nuovo al servizio del re in persona, come menestrello. Il 25 giugno del 1380 è al servizio di Foix come trovatore. Nella sua ultima apparizione documentale lo vediamo ricompensato dalla nuova regina, Sibil·la de Fortià, al suo servizio come trobador de cançons de casa del comte de Foix (trovatore di cansos della Casata dei conti di Foix). 
Dell'opera di Peyre sopravvive solo una canso, nel Cançoner Vega-Aguiló compilato nel 1420-1430. Martín de Riquer, il quale diede al componimento la sua prima edizione moderna, non ha potuto identificare il dialetto di Peyre né il suo luogo di origine in base alla sua lingua. La poesia è dedicata a Gastone Febo ed è una glossa estesa  sulle tre cose che deliziano il conte, in base al prologo del Livre de la chass di Gastone:
 Peyre apre il componimento poetico così:
Il conte è nominato esplicitamente successivamente (Febus, le coms). Se la canzone deve essere datata nel tempo, quando Peyre era costantemente a o intorno a Foix, essa sembrerebbe appartenere al periodo 1344–1357 o al 1373.
De Riquer suggerisce che Peyre possa essere il Pere de Rius, fidèle boutiller de notre chère fille l'infante Jeanne (fedele maggiordomo della nostra cara figlia l'infanta Joanna) sotto Giovanni I d'Aragona, chiamato il Cacciatore. Questa Joanna (Juana de Daroca), la figlia maggiore di Giovanni I, sposa Mathieu de Castelbon (il 24 marzo del 1392), il quale era succeduto a suo zio Gastone come conte di Foix nel 1391. 